# Just for Tonight
"Just for Tonight" is een single van de Britse popgroep One Night Only. Het nummer werd tijdens het EK voetbal 2008 gedraaid als eindtune voor het programma Studio Sportzomer 2008. In de laatste aflevering van dit programma speelden ze het nummer live in de studio.

## Hitnotering
Het nummer werd een top 10-hit in zowel het Verenigd Koninkrijk als Nederland. In de UK Singles Chart behaalde de single de 9e positie. In de 3FM Mega Top 50 behaalde het de 3e positie, in de Nederlandse Single Top 100 de 4e positie en in de Nederlandse Top 40 de 10e positie.
| Just For Tonight in de Nederlandse Top 40 - binnen: 29 juni 2008 | Just For Tonight in de Nederlandse Top 40 - binnen: 29 juni 2008 | Just For Tonight in de Nederlandse Top 40 - binnen: 29 juni 2008 | Just For Tonight in de Nederlandse Top 40 - binnen: 29 juni 2008 | Just For Tonight in de Nederlandse Top 40 - binnen: 29 juni 2008 | Just For Tonight in de Nederlandse Top 40 - binnen: 29 juni 2008 | Just For Tonight in de Nederlandse Top 40 - binnen: 29 juni 2008 | Just For Tonight in de Nederlandse Top 40 - binnen: 29 juni 2008 | Just For Tonight in de Nederlandse Top 40 - binnen: 29 juni 2008 | Just For Tonight in de Nederlandse Top 40 - binnen: 29 juni 2008 | Just For Tonight in de Nederlandse Top 40 - binnen: 29 juni 2008 |
| Week                                                             | 1                                                                | 2                                                                | 3                                                                | 4                                                                | 5                                                                | 6                                                                | 7                                                                | 8                                                                | 9                                                                | 10                                                               |
| ---------------------------------------------------------------- | ---------------------------------------------------------------- | ---------------------------------------------------------------- | ---------------------------------------------------------------- | ---------------------------------------------------------------- | ---------------------------------------------------------------- | ---------------------------------------------------------------- | ---------------------------------------------------------------- | ---------------------------------------------------------------- | ---------------------------------------------------------------- | ---------------------------------------------------------------- |
| Nummer                                                           | 35                                                               | 11                                                               | 10                                                               | 18                                                               | 23                                                               | 23                                                               | 28                                                               | 33                                                               | 40                                                               | uit                                                              |